# Otto Gustav Koch
Otto Gustav Koch (Gotha, 6 maggio 1849 – Tröchtelborn, 20 ottobre 1919) è stato un religioso e storico tedesco degli scacchi.
Era un pastore della chiesa evangelica luterana e dedicò gran parte del tempo libero a studi sulla storia degli scacchi, in particolare sulla loro diffusione in Germania. Scrisse articoli su varie riviste tedesche e fu collaboratore per molti anni della « Deutsche Schachblätter », organo della Federazione scacchistica tedesca (Deutschen Schachbundes). 
Insieme a Johannes Kohtz curò la parte storica dell'8ª edizione del Handbuch des Schachspiels di Paul von Bilguer e Tassilo von der Lasa. 